# Parque nacional de la Val Grande
El Parque Nacional de la Val Grande (en italiano: Parco Nazionale della Val Grande) es un área protegida ubicada en el Piamonte, en el norte de Italia y la frontera con Suiza. Es uno de los paisajes más notables de los Altos Alpes.

## Geografía
Administrativamente, el parque está situado en la provincia de Verbano-Cusio-Ossola del Piamonte y se reparte entre diez municipios: Aurano, Beura-Cardezza, Caprezzo, Cossogno, Cursolo-Orasso, Intragna, Malesco, Miazzina, Premosello-Chiovenda, San Bernardino Verbano, Santa María la Mayor, Trontano, y Vogogna.
El parque se encuentra en su totalidad en la cuenca de drenaje del río Po. Está situado entre el valle de Vigezzo en el norte, el valle de Cannobina en el noroeste, el valle de Ossola en el suroeste, y el lago Maggiore, en el sureste. El parque se describe a menudo como "el desierto más grande de los Alpes".
Val Grande y Val Pogallo, dos valles principales dentro del parque, drenan casi la mayoría de los ríos del entorno. Estos valles se combinan en Torrente de San Bernardino, un afluente del lago Maggiore. La mayor parte del área del parque está cubierta de bosques.

## Turismo
Desde 2012, el parque tiene tres centros de visitantes (ubicados en Santa María la Mayor, Cossogno, y Premosello-Chiovenda), dos museos y una serie de itinerarios de la naturaleza, que deben ser seguidos acompañado de un guía.

## Galería

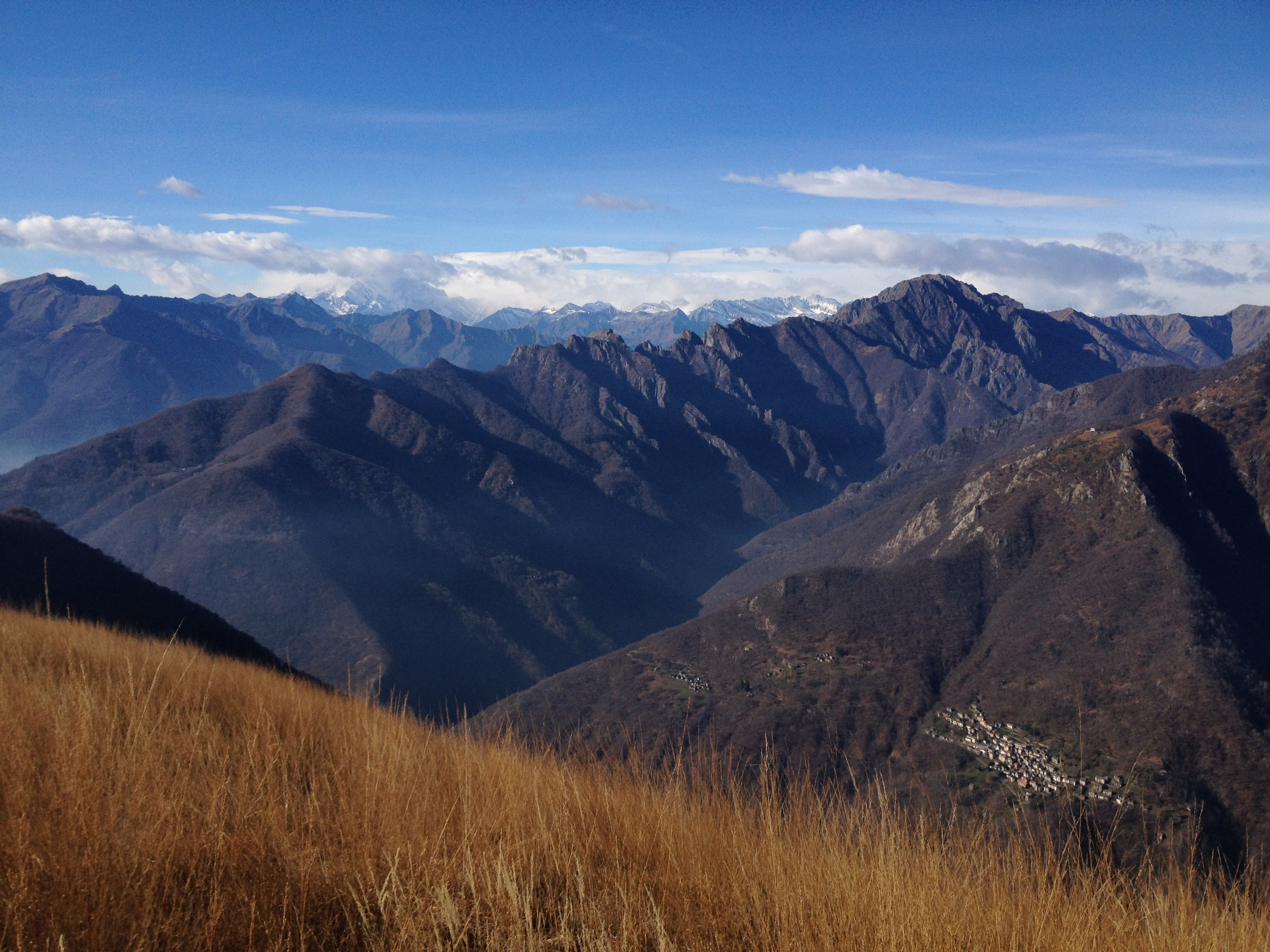
Val Grande, Pico Proman (la montaña más alta a la derecha), Cicogna (el pequeño pueblo en la esquina derecha) y Monte Rosa (izquierda, cubierta por las nubes), visto desde Pico Pernice.
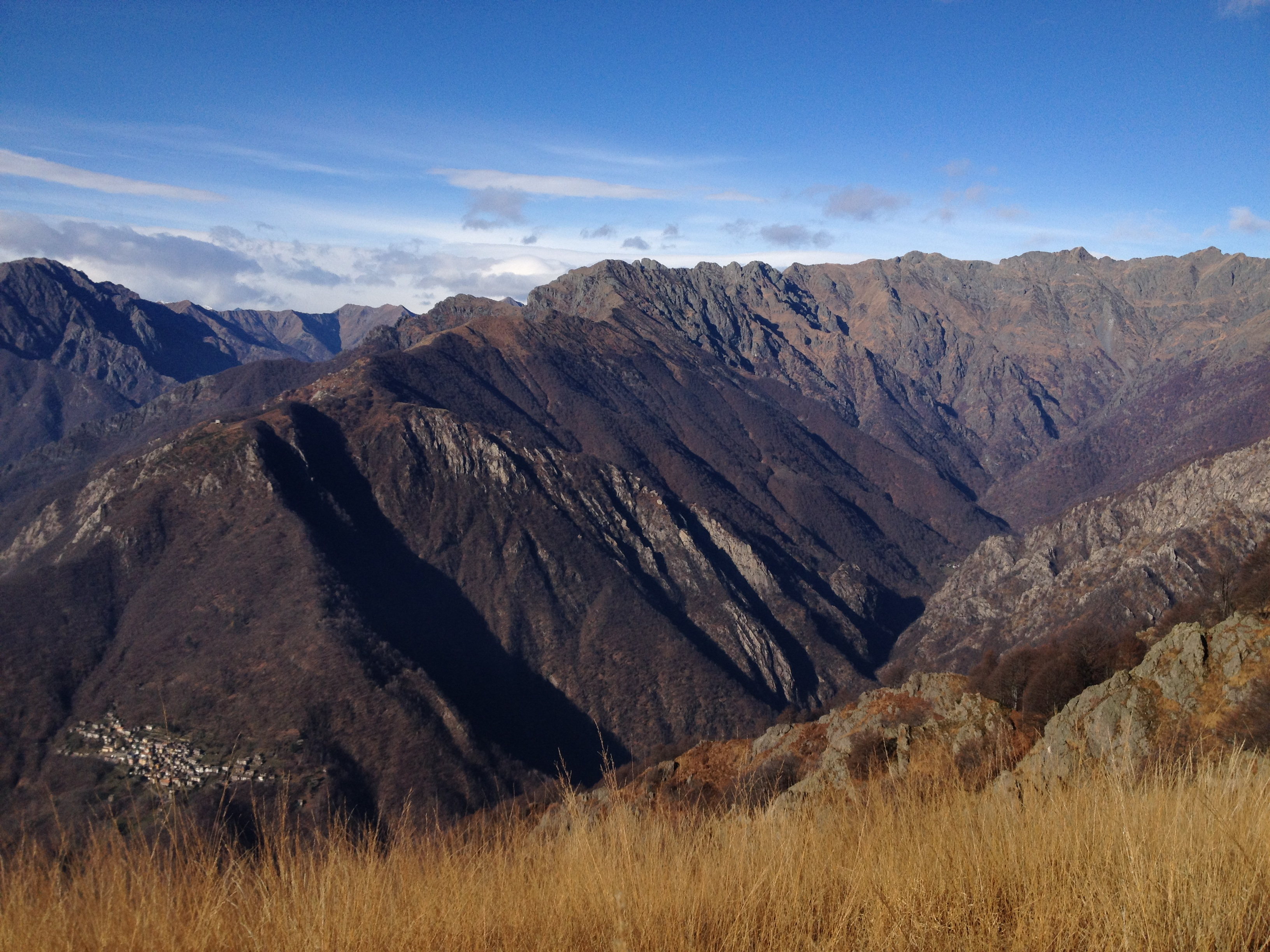
Val Pogallo, Cicogna, Cima Pedum y Cima della Laurasca, visto desde Pico Pernice.
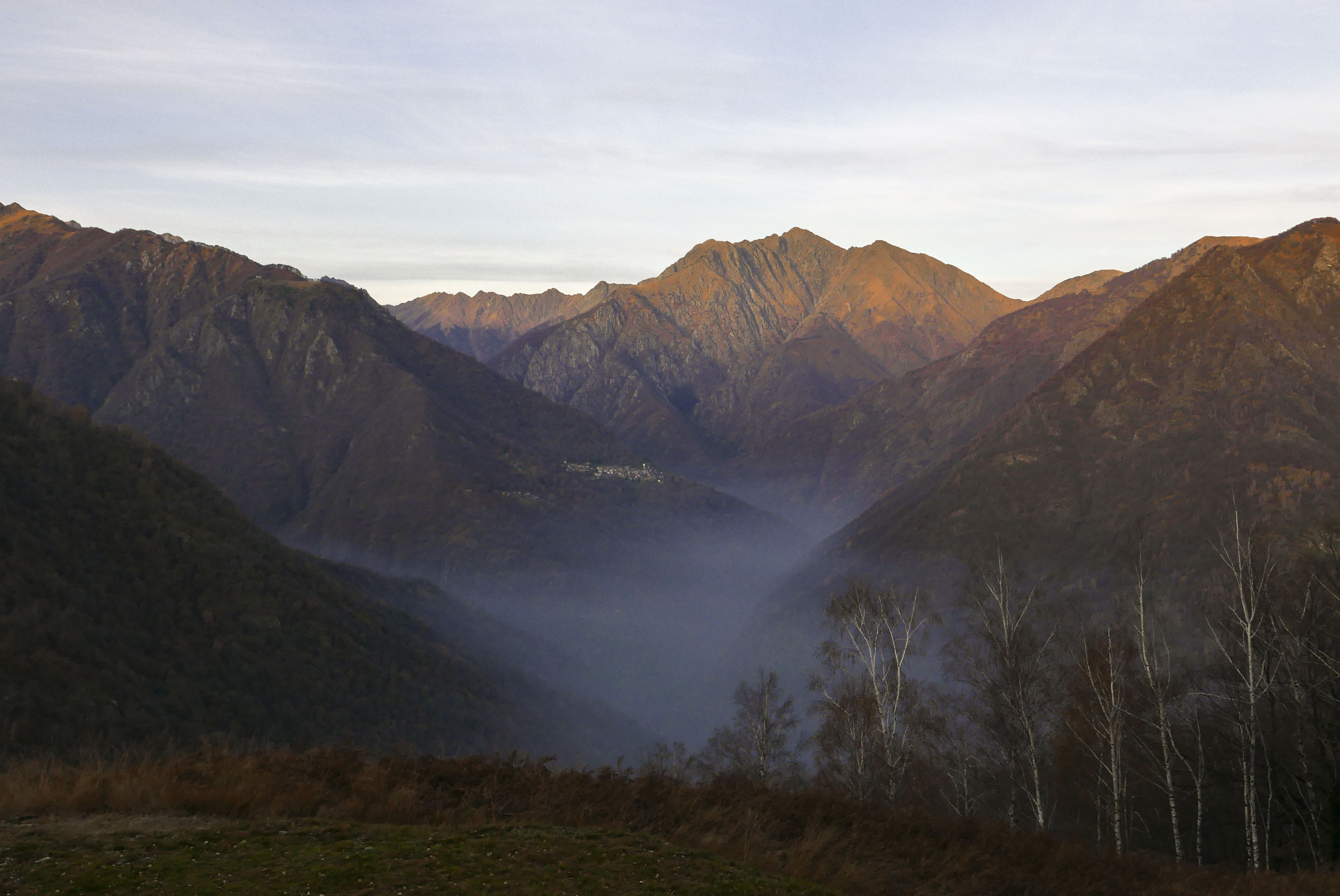
Val Pogallo, Cicogna y Monte Zeda (centro), visto desde la carretera a Ompio.
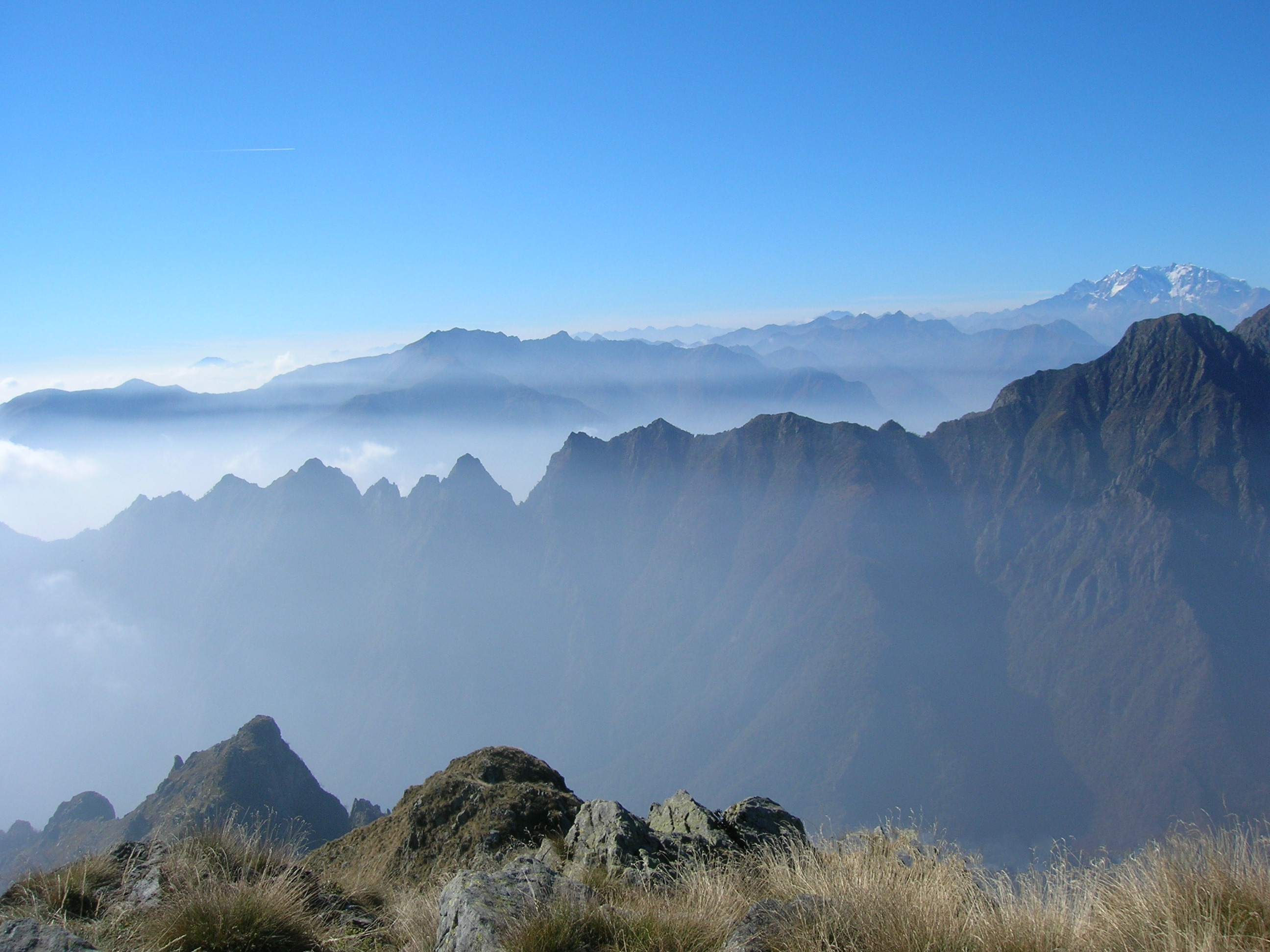
Corni di Nibbio y Monte Rosa, visto desde Cima Sasso (1.916 m).